# Seznam obcí v kantonu Zug

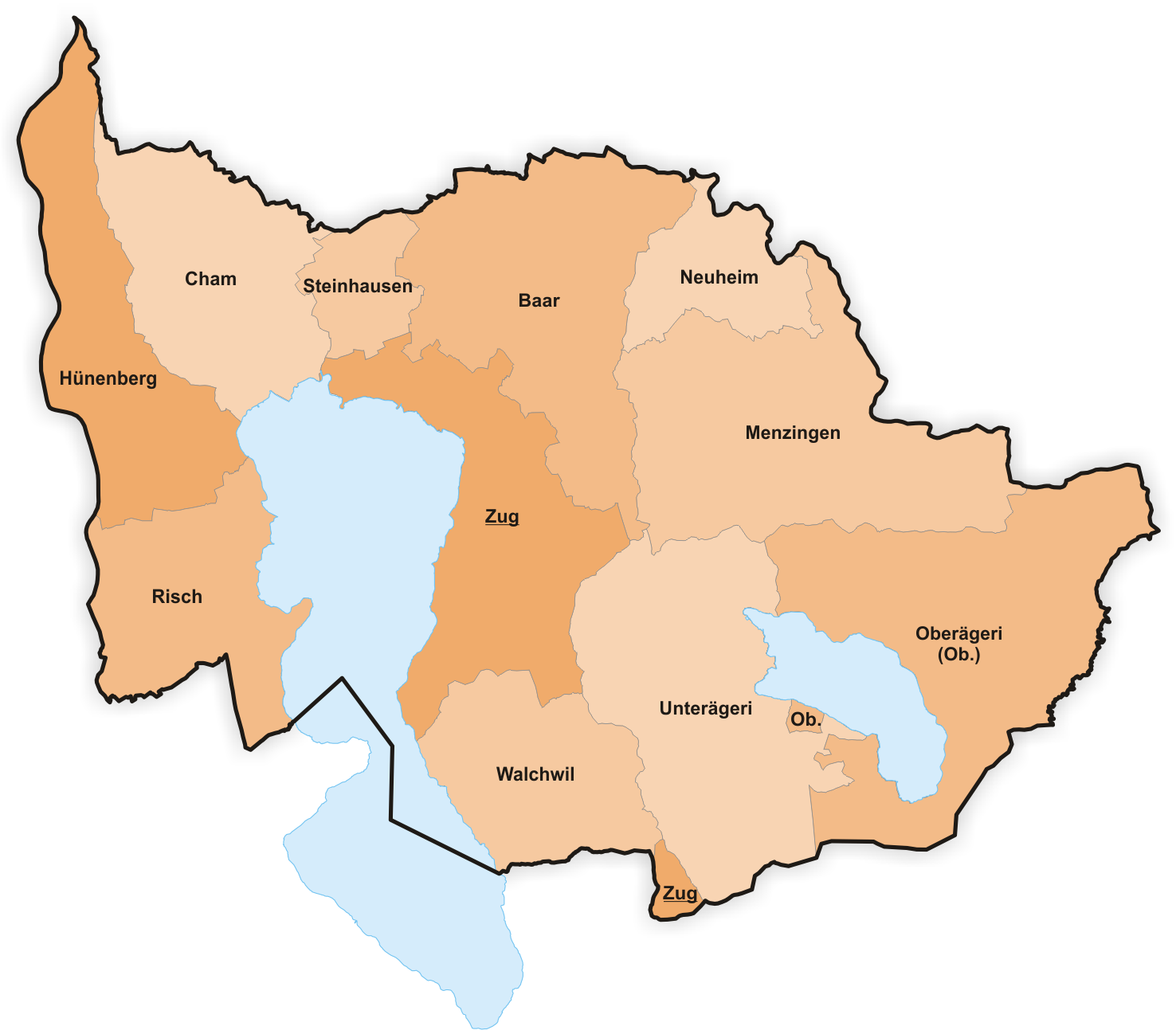
Mapa obcí kantonu Zug (stav 2021)

Kanton Zug zahrnuje 11 politických obcí zvaných Einwohnergemeinden. Hlavním městem je stejnojmenné město Zug. Okresy jako správní úroveň v tomto kantonu neexistují.
| Znak        | Název obce  | Počet obyvatel (31. 12. 2021) | Rozloha (km²) | Hustota zalidnění (obyv./km²) |
| ----------- | ----------- | ----------------------------- | ------------- | ----------------------------- |
| Baar        | Baar        | 24 754                        | 24,85         | 996                           |
| Cham        | Cham        | 17 076                        | 17,73         | 963                           |
| Hünenberg   | Hünenberg   | 8879                          | 18,41         | 482                           |
| Menzingen   | Menzingen   | 4597                          | 27,51         | 167                           |
| Neuheim     | Neuheim     | 2338                          | 7,93          | 295                           |
| Oberägeri   | Oberägeri   | 6476                          | 30,04         | 216                           |
| Risch       | Risch       | 11 182                        | 14,86         | 752                           |
| Steinhausen | Steinhausen | 10 237                        | 5,04          | 2031                          |
| Unterägeri  | Unterägeri  | 9010                          | 25,61         | 352                           |
| Walchwil    | Walchwil    | 3893                          | 13,55         | 287                           |
| Zug         | Zug         | 31 345                        | 21,62         | 1450                          |
| Celkem (11) | Celkem (11) | 129 787                       | 238,73        | 544                           |

Kromě 207,15 km² rozlohy jedenácti obcí patří k celkové rozloze kantonu také jezero Ägerisee o rozloze 7,28 km² a Zugské jezero o rozloze 24,30 km².